# Unterspreewald
Unterspreewald (letteralmente: "bassa foresta della Sprea"; in basso sorabo Dolne Błota) è un comune di 765 abitanti del Brandeburgo, in Germania.

Appartiene al circondario di Dahme-Spreewald ed è parte della comunità amministrativa della bassa foresta della Sprea.
Non esiste alcun centro abitato denominato "Unterspreewald": si tratta pertanto di un comune sparso.

## Geografia antropica
Il comune di Unterspreewald è diviso nelle frazioni di Neuendorf am See, Leibsch e Neu Lübbenau.